# 1509 w sztukach plastycznych

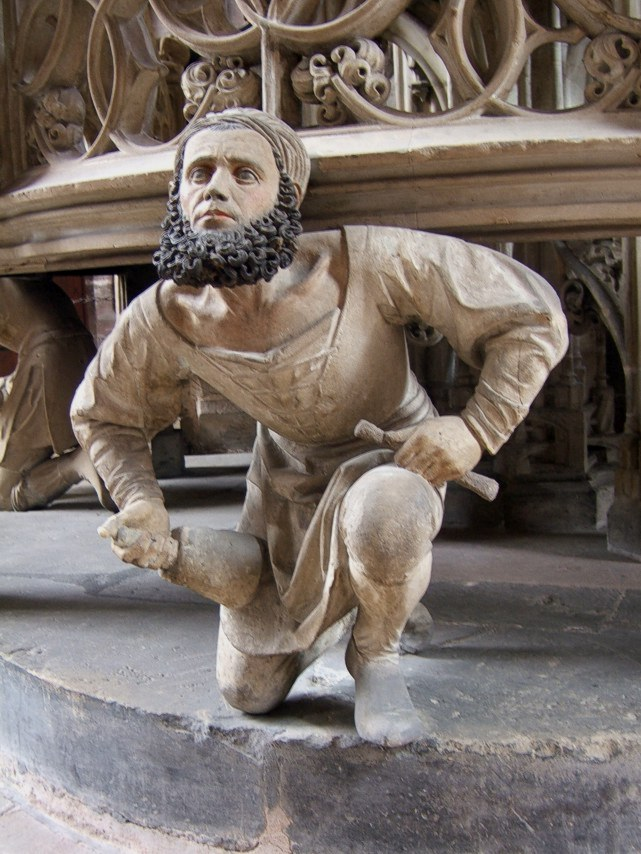
Adam Kraft, Autoportret

Wydarzenia w sztukach plastycznych i wizualnych w 1509 roku.

## Urodzili się
- (lub 1512) Niccolò dell’Abbate, włoski malarz[1].

## Zmarli
- Adam Kraft, niemiecki rzeźbiarz[2].
- Hans Seyffer, niemiecki rzeźbiarz[3].
- Shen Zhou, chiński malarz[4].